# Aristides de Sousa Mendes
Aristides de Sousa Mendes GCC • OL • GCL, do seu nome completo Aristides de Sousa Mendes do Amaral e Abranches (Cabanas, Carregal do Sal, 19 de julho de 1885 – Mártires, Lisboa, 3 de abril de 1954), foi um diplomata português.
Enquanto cônsul de Portugal em Bordéus no ano da invasão da França pela Alemanha Nazi na Segunda Guerra Mundial, desafiou ordens expressas do ditador António de Oliveira Salazar que acumulava a função de ministro dos Negócios Estrangeiros, e durante três dias e três noites concedeu milhares de vistos de entrada em Portugal a refugiados de várias nacionalidades que desejavam fugir da França em 1940.
O número total de vistos passados por Sousa Mendes é desconhecido, devido a muitos deles terem sido passados sem que deles se fizesse registo. Algumas fontes apontam o número de judeus salvos do Holocausto por Sousa Mendes na ordem dos dez mil, num total de trinta mil refugiados a quem terá passado vistos durante a Segunda Guerra Mundial.
Em 3 de julho de 2020, a Assembleia da República concedeu-lhe Honras de Panteão Nacional, tendo em vista «homenagear e perpetuar a memória de Aristides de Sousa Mendes, enquanto homem que desafiou a ideologia fascista, evocando o seu exemplo na defesa dos valores da liberdade e dignidade da pessoa humana.» A cerimónia teve lugar em 19 de outubro de 2021, tendo nela participado as mais altas entidades portuguesas, designadamente o Presidente da República, o Presidente da Assembleia da República e o Primeiro-Ministro.

## Biografia

### Primeiros anos
Aristides nasceu no lugar do Aido, freguesia de Cabanas (mais tarde denominada Cabanas de Viriato), concelho do Carregal do Sal, no sul do Distrito de Viseu a 19 de julho de 1885, às quatro da manhã. O seu irmão gémeo César nasceu às onze da noite do dia anterior, comemorando o seu aniversário a 18 de julho. César e Aristides foram ambos batizados a 21 de setembro de 1885, em Cabanas de Viriato. Pertenciam a uma família aristocrática rural, católica e monárquica, qualidades que partilhava, apoiando inclusivamente a contrarrevolução conhecida como "Monarquia do Norte".
O seu pai, José de Sousa Mendes, era juiz no Tribunal da Relação de Coimbra, sendo natural de Beijós, Carregal do Sal, e a mãe, Maria Angelina Coelho Ribeiro de Abranches, era natural de Midões, Tábua , onde nasceu a 17 de março de 1861, tendo falecido em Carregal do Sal, Cabanas de Viriato, 7.10.1931.

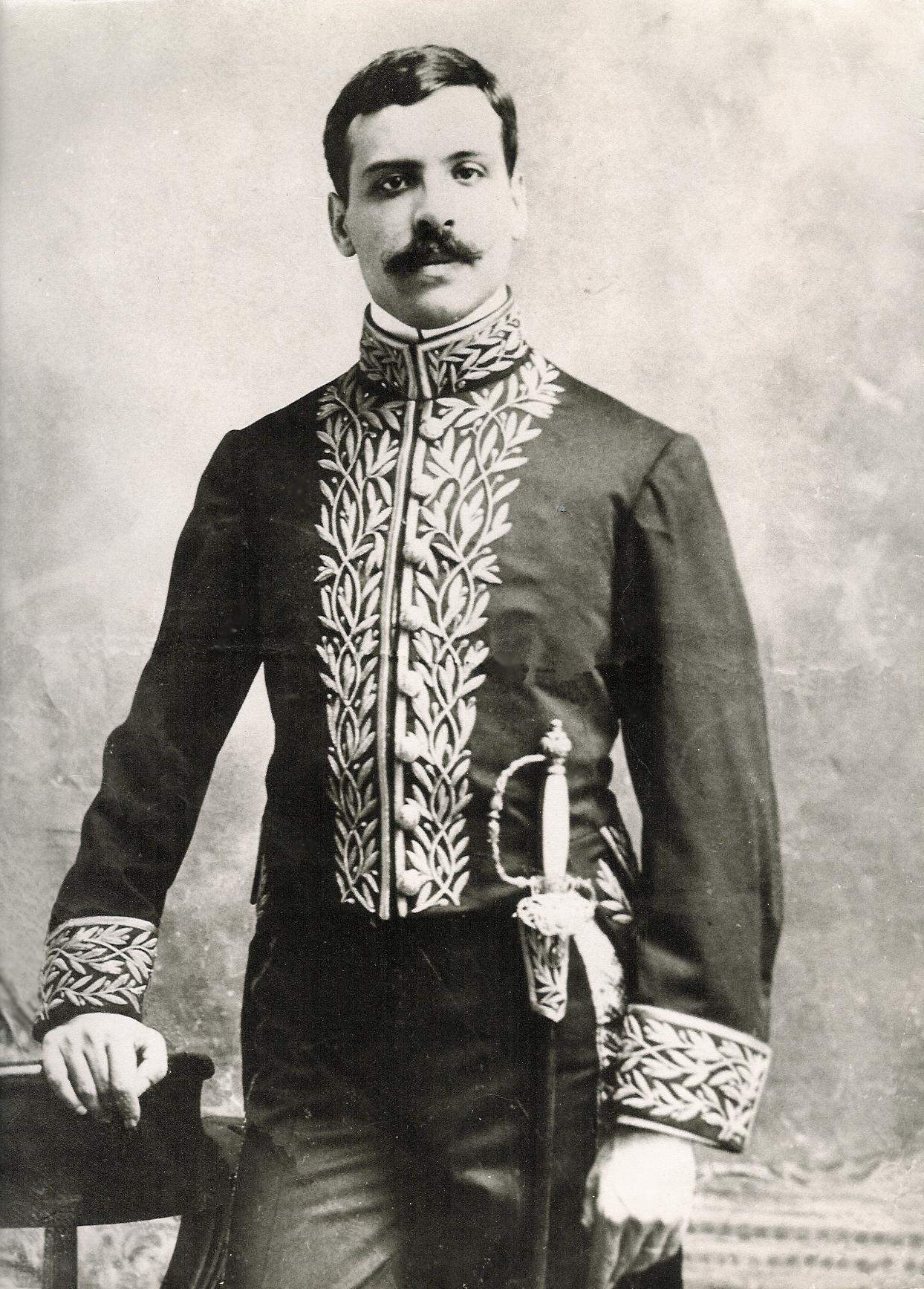
Aristides de Sousa Mendes enquanto cônsul, 1910

Aristides instala-se em Lisboa em 1907, após concluir, juntamente com o seu irmão gémeo, a licenciatura em Direito pela Faculdade de Direito da Universidade de Coimbra. César envereda pela carreira diplomática, mais política, ao passo que Aristides envereda pela carreira consular. 
A 18 de fevereiro de 1909, casa-se em Beijós com Maria Angelina Coelho do Amaral e Abranches, sua parente em segundo grau e namorada de infância, filha de António de Sousa Mendes, que havia sido padrinho de batismo de Aristides, e de Clotilde Coelho Ribeiro. Os noivos conheciam-se desde a primeira infância porque eram duplamente primos em primeiro grau: seus respectivos pais eram irmãos, bem como suas mães também eram irmãs uma da outra.
O casal teve catorze filhos, nove rapazes e cinco raparigas, nascidos nos diversos países em que Sousa Mendes esteve colocado. Pouco depois do seu casamento, Sousa Mendes começou a carreira consular que o levaria e à sua família ao redor do mundo. No início de sua carreira atuou em Zanzibar, Brasil, Espanha, Estados Unidos e Bélgica. Aristides teve sempre uma carreira algo atribulada e com vários incidentes, sobretudo por abandono de posto sem autorização e por utilização abusiva de dinheiros públicos. Ao longo de 30 anos Aristides teve conflitos e incidentes com os mais diversos regimes políticos. O primeiro incidente deu-se em 1917 quando Aristides foi admoestado por ter abandonado o seu posto em Zanzibar sem para tal ter solicitado a devida autorização. Em 1919, quando colocado no Brasil, Aristides sofre uma suspensão, por dois anos, por comportamento antirrepublicano.
Em 1923 quando colocado em São Francisco, nos EUA, Aristides entra em choque com a comunidade local portuguesa por estar a exigir, indevidamente, aos emigrantes portugueses, uma contribuição para um fundo de caridade da Colónia Portuguesa do Brasil para os órfãos de guerra. Perante a recusa, como represália, Aristides proíbe os notários portugueses de trabalharem para o consulado e os notários acusam-no de os estar a afastar para poder assim receber ele "ou algum afilhado… a mais gorda fatia da receita", e apelidam-no de "Lord de Ópera-bufa". Aristides decidiu então dar réplica pública aos queixosos e, pouco diplomaticamente, recorre aos jornais Americanos para esgrimir os seus argumentos, atacando em particular os directores da Irmandade do Divino Espírito Santo. O MNE ordenou-lhe que suspendesse todas as publicações nos jornais, ordem que Aristides ignorou, continuando a sua contenda pública. O conflito atingiu tais proporções que o governo americano desagradado lhe cancelou a exequatur, impedindo-o assim de continuar a exercer as funções de cônsul em território Norte-Americano. Aristides foi então enviado para o Consulado do Maranhão no Brasil. Em 1926 Aristides regressa a Lisboa para prestar serviço na Direcção-Geral dos Negócios Comerciais e Consulares.
Após a revolução militar do 28 de maio de 1926, Aristides, que era monárquico e nacionalista apoia abertamente o regime ditatorial desde o seu início e a sua carreira começa então a melhorar significativamente. Em 1927 é nomeado cônsul em Vigo onde colabora com o Estado Novo na aniquilação das manobras dos refugiados políticos. É o próprio Aristides quem o escreve, em carta enviada ao MNE, datada de 1929 considerando-se a pessoa apropriada "para vigiar e inutilizar os manejos conspiratórios dos emigrados políticos contra a ditadura" e vangloria-se de que "no manejo dessa melindrosa missão", fez "inúmeras diligências junto das autoridades espanholas fornecendo ao nosso governo informações que permitiram liquidar os ditos manejos revolucionários".
Em 1929 foi nomeado cônsul-geral em Antuérpia, cargo que ocupou até 1938. Seu empenho na promoção da imagem de Portugal não passou despercebido. Foi condecorado por duas vezes por Leopoldo III, Rei dos Belgas, tendo-o feito oficial da Ordem de Leopoldo II em 6 de janeiro de 1931 e comendador da Ordem da Coroa, a mais alta condecoração belga. Durante o período em que viveu na Bélgica, conviveu com personalidades ilustres, como o escritor Maurice Maeterlinck, Prémio Nobel da Literatura, e o cientista Albert Einstein, Prémio Nobel da Física.
Enquanto cônsul em Antuérpia (Anvers na designação em francês), Aristides de Sousa Mendes proferiu, em 11 de abril de 1932, uma preleção intitulada Le Portugal, Pays de Rêve et de Poésie, no Athénée Royal d'Anvers, a convite da Asociacion Belgo-Ibero-Americana, preleção que foi publicada pouco depois com o n.º 2 das suas publicações por esta Asociacon.
Aristides sempre viveu com dificuldades financeiras e em 1932 e 1938 volta a ser repreendido por irregularidades nas contas do consulado. Também em 1938, Aristides é, mais uma vez, repreendido por ter abandonado o seu posto em Antuérpia sem que previamente tenha informado a legação de Londres. Outro incidente é a repreensão por declarações públicas, em nome do Estado Português, aquando da inauguração do Pavilhão Português na feira de Bruxelas em 1935.
Aristides nem sempre seguia regras e protocolos. Contavam os seus próprios filhos que quando colocados em Antuérpia, Aristides tinha por hábito enviá-los, a eles, então ainda adolescentes, em sua substituição, a cerimónias e eventos oficiais, o que por vezes causava perplexidade entre os convidados.
Depois de quase dez anos de serviço na Bélgica, Salazar, presidente do Conselho de Ministros e ministro dos negócios estrangeiros, nomeia Sousa Mendes cônsul em Bordéus, França.
Em 1938, em Bordéus, Andrée Cibial, uma jovem francesa de 32 anos, entra na vida de Aristides, contava então ele com 53 anos; era católico devoto, pai de uma prole, numerosa, 14 filhos, dos quais 12 vivos. Jose-Alain Fralon, jornalista do Le Monde conta-nos na sua biografia de Aristides que Andrée Cibial era uma mulher com um gosto especial por transgredir regras, com uma maneira de ser jovial completamente oposta à de Angelina, a esposa leal e devota de Aristides. Não tardou muito a que Andrée aparecesse grávida de Aristides e ela não procurou ocultar o facto, pelo contrário, deu-o a conhecer a toda a gente e à sua maneira peculiar, a meio da missa dominical na Catedral de Ribérac. A tia que a acompanhava ficou horrorizada.

### A Segunda Guerra e a "Circular 14"
Ao longo dos anos 30 e com o aproximar da guerra, Portugal começa a ser um destino de refugiados e a PVDE detecta e desmantela várias redes de falsificação de passaportes portugueses que são vendidos sobretudo a judeus e apátridas. O pano de fundo político‐ideológico do Estado Novo fazia do comunismo a grande ameaça à salvaguarda da ordem e equilíbrio pretendidos pelo regime, daí que, logo em 1933, a PVDE tenha alertado o MNE para a necessidade de uma estratégia mais rigorosa para a concessão de vistos a estrangeiros, com especial atenção à possibilidade de entrada em território nacional de indivíduos considerados subversivos. Com ou sem fundamento, quem encarnava quase sempre essa "fobia anticomunista", eram os polacos, os russos, os apátridas e os judeus.
Em 1937 Salazar publicou vários textos onde criticou os fundamentos das leis de Nuremberga e considerou lamentável que o nacionalismo alemão estivesse vincado por características raciais. E em 1938, o Cardeal-Patriarca de Lisboa, Manuel Gonçalves Cerejeira criticou o regime Hitleriano por se basear na ideia de raça para edificar um Estado. Também em 1938, Salazar sai em defesa dos judeus portugueses, dando instruções à embaixada na Alemanha, para que os interesses dos judeus portugueses sejam defendidos com diplomacia mas com muita firmeza.
O historiador da Yad Vashem Avraham Milgram afirma perentoriamente que o antissemitismo moderno não teve qualquer acolhimento em Portugal e faz notar que Salazar autorizou que, durante a guerra, se estabelecessem em Lisboa as várias organizações judaicas de apoio aos refugiados judeus. Milgram também escreve que quando comparando a atitude dos funcionários consulares de países como Brasil, Argentina e Estados Unidos, com a atitude dos funcionários consulares portugueses se nota nos portugueses uma quase ausência de preconceitos antissemitas, o que se pode considerar quase sui generis entre os serviços consulares de então.
Com a anexação da Áustria em 1938 a situação de milhares de Judeus sofre uma mudança significativa. Os países vizinhos não tardaram a tomar medidas restritivas contra a emigração. O Presidente Roosevelt convocou a conferência de Evian com o intuito de discutir o problema dos judeus na Europa. A conferência saldou-se num logro com a maioria dos países a recusarem-se a receber os judeus alemães. Portugal, não podendo, pela sua pequena dimensão, ser parte da solução, não foi sequer convidado a participar nesta conferência. César Sousa Mendes, irmão gémeo de Aristides, é Embaixador em Varsóvia quando a Polónia aprova várias leis antissemitas e preocupado com a perspectiva de uma vaga de emigração de polacos indesejados para Portugal escreve para o MNE a solicitar que sejam tomadas medidas restritivas.
No dia 1 de setembro de 1939 a Alemanha invade a Polónia. Passados dois dias, a 3 de setembro, a França e a Grã-Bretanha, seguidos pela Austrália, Canadá, Nova Zelândia e África do Sul, declaram guerra à Alemanha. O período que se segue ficou conhecido como a falsa guerra ("phoney war" ou "drole de guerre"). A guerra estava declarada mas nenhum dos lados tomou a iniciativa de fazer qualquer ofensiva significativa. É nesta altura que Aristides decide levar parte da família para Portugal, mais uma vez desrespeitando o procedimento de pedir autorização superior, reincidindo na desobediência de abandono de posto.
Com o início da guerra, e não obstante a fiscalização e o rigor nas fronteiras ser cada vez mais apertado, o descontrolo subsiste. Às entradas clandestinas, juntar‐se‐iam a falsificação de documentos e as falsas declarações. Segundo estatísticas da PVDE, só entre Setembro e Dezembro entram em Portugal, via Lisboa e Leixões, cerca de 8 889 estrangeiros. Assim sendo, havia que por cobro aos procedimentos irregulares que, na época, se verificavam em muitas das embaixadas portuguesas; para tal serviu a Circular n.º 14 do MNE, distribuída a 11 de Novembro de 1939, que obrigava os serviços consulares a consultar a PVDE, e o Ministério antes de concederem vistos a apátridas, russos e judeus expulsos dos seus países. A Circular 14 afirmava explicitamente que não tinha qualquer intenção de obstruir ou atrasar a concessão de vistos a passageiros em trânsito para outros países, utilizando Lisboa, como ponto de embarque. Ou seja, os consulados ficavam autorizados a conceder com autonomia vistos para Portugal em todos aqueles casos em que o passageiro demonstrasse ter um bilhete de saída do território português bem como um visto de entrada no país de destino. O destino dos que fugiam era geralmente as Américas, mas muitos vistos eram também concedidos, como hoje o são, a turistas e pessoas em negócios.
Esta Circular 14 tem sido muito criticada, sobretudo por aqueles que querem atacar o Estado Novo, contudo as regras estabelecidas por esta circular eram bem menos restritivas que a de outros países, como é o caso dos Estados Unidos e Canadá, e o caso mais extremo da Grã-Bretanha que logo a seguir à declaração de guerra, cancelou por completo a concessão de vistos, com receio da entrada de inimigos infiltrados. Portugal tal como os outros países tentava proteger-se de entradas indiscriminadas de eventuais agitadores políticos, criminosos, apátridas, etc. e não tinha por base motivações antissemitas. Por outro lado, como escreve Avraham Milgram, Portugal, país pobre, não tinha condições de receber hordas de refugiados.
Poucos dias após a distribuição da Circular 14, e ainda muitos meses antes de se terem iniciado as hostilidades na fronteira Francesa, em novembro de 1939, Aristides concede um visto a Arnold Wizniter, um judeu, austríaco e antigo professor universitário, sem previamente pedir autorização ao MNE. Mais tarde, Aristides justifica o acto como sendo um acto humanitário, já que caso não o fizesse Arnold Wizniter seria internado num campo de concentração. (Tratava-se de campos de internamento franceses onde as autoridades francesas internavam alemães e cidadãos do III Reich).
Pouco tempo depois, em 1 de março de 1940, mais uma vez muito antes do início das hostilidades na fronteira francesa, Sousa Mendes concede mais um visto sem prévia autorização do MNE, o que lhe causará uma advertência pela infracção. Desta vez, tratou‐se de um refugiado político espanhol, o comunista Eduardo Neira Laporte, médico que exercera o cargo de professor na Universidade de Barcelona e que, à época era o dirigente da comunidade basca espanhola em Rivière (uma aldeia perto de Dax, em França). O Ministério informou Sousa Mendes da recusa para a concessão do visto para este caso, mas Sousa Mendes ou não esperou pela resposta do MNE, ou quis ignorá-la, e concedeu o visto.

### Maio de 1940 — apoia refugiados fornecendo documentos
A 10 de maio de 1940 a Alemanha lança uma ofensiva contra a França, Bélgica, Holanda e Luxemburgo. É nesta altura que milhões de pessoas começam a abandonar os seus lares e terras fugindo à invasão nazi.
A 30 de maio, um casal luxemburguês, não-judeu, Paul Miny de 21 anos e Maria Miny de 35 anos pedem ajuda a Aristides para conseguirem fugir para Portugal. Paul e Maria, sabendo que lhes seria difícil abandonar a França, pois Paul, por ser maior de 21 anos, seria mobilizado para o exército luxemburguês que estava a ser organizado no norte de França, pedem a Aristides que lhes falsifique passaportes atribuindo-lhes a nacionalidade portuguesa. Maria, era conhecida de Aristides, era portuguesa por nascimento mas tinha perdido a nacionalidade pelo casamento. Maria conseguiu que Aristides emitisse um passaporte português, falso, no qual Paul foi incluído, mas na qualidade de irmão e com a idade de 19 anos de modo a conseguir ludibriar as autoridades francesas e desertar. Esta falsificação de passaporte era passível de pena de prisão até 2 anos e expulsão da função pública, mas no processo disciplinar que é movido a Aristides, a acusação de forma benevolente decide ignorar este facto, considerando-o um caso fora do âmbito das competências do Ministério dos Negócios Estrangeiros, mas sim um caso de polícia.

### Junho de 1940 — concede vistos indiscriminadamente
Com o exército alemão a aproximar-se de Paris, gera-se o pânico na população francesa que se põe em fuga e dá-se então início ao maior movimento de deslocação de pessoas da história da Europa. Estima-se que entre oito a dez milhões de pessoas, sobretudo mulheres, velhos e crianças, em pânico, se tenham posto em fuga, em direcção ao sul, mas sem um destino concreto, num movimento desordenado, chegando inclusivamente a limitar a manobra do exército francês, e chegando ao ponto de na parte final, a multidão, já ultrapassada pelo exército alemão, estar já a fugir em direcção ao inimigo.
Até esta altura, e desde o início da guerra, o consulado português tinha emitido cerca de 1200 vistos, quase todos autorizados pelo MNE, com excepção dos vistos passados ao comunista Neira Laporte, ao judeu austríaco Arnold Wizniter e mais alguns vistos, poucos, que Aristides na altura negou mas que hoje podem ser identificados. Note-se que Bordéus não era o único consulado que emitia vistos. Durante este período todos os restantes consulados portugueses espalhados pela Europa distribuíram vistos. Tal era o caso de Antuérpia, Paris, Toulouse, Berlim, Hendaia, etc.
É em princípios de junho de 1940 que a avalanche de população em fuga se abate sobre Bordéus. Os números falam por si. Nos primeiros 10 dias de Junho o consulado Português de Bordéus emitiu 59 vistos regulares. No dia 10 de Junho a Itália declarou guerra à França e à Grã-Bretanha. No dia 11 de junho o consulado emitiu 67 vistos, a 12 emitiu 47. No dia 12 de junho a Espanha altera a sua posição de país neutral para não-beligerante colocando a neutralidade de Portugal em risco. No dia 13 de junho o consulado emitiu apenas seis vistos. Foi provavelmente no dia 13 que Aristides, sucumbindo à pressão psicológica de ter de auxiliar uma população em pânico e também pressionado pelos escândalos provocados no consulado pela sua amante grávida, se retirou para o seu quarto onde esteve três dias deitado com um esgotamento nervoso.
Com Sousa Mendes acamado o consulado continua a emitir vistos; no dia 14 de junho emitiu 173 vistos, e a 15 emitiu 112. A 16 de Junho o diplomata Francisco Calheiros e Menezes chega a Bordéus e é recebido pelo Cônsul, num quarto escuro onde o cônsul se encontra acamado, exausto. Nesse mesmo dia, 16 de Junho, um domingo, Sousa Mendes emitiu 40 vistos e inclusivamente diz que cobrou pessoalmente os emolumentos suplementares a que tinha direito por estar a trabalhar a um domingo. Aristides recorda em particular os vistos que concedeu ao banqueiro Rothschild, que não quis esperar por segunda-feira e se prestou a pagar os emolumentos suplementares.
É no dia 17 de junho que Aristides, dizendo-se inspirado por um poder divino, decide conceder visto a todos os que lho pedissem: "A partir de agora, darei vistos a toda a gente, já não há nacionalidades, raça ou religião". Com a ajuda dos seus filhos e sobrinhos e do rabino Kruger, ele carimba passaportes, assina vistos, usando todas as folhas de papel disponíveis. No dia 17 emitiu 247 vistos, dos quais muitos a cidadãos portugueses. No dia 18 emitiu 221 vistos e no dia 19 emitiu 156 vistos.
Entre as pessoas que o estão a ajudar encontra-se o Rabino de Antuérpia, Jacob Kruger, que lhe faz compreender que há que salvar os refugiados judeus.
Confrontado com os primeiros avisos de Lisboa, ele terá dito:
| “ | Se há que desobedecer, prefiro que seja a uma ordem dos homens do que a uma ordem de Deus. | ” |

Segundo alguma literatura Aristides, com a ajuda da família e do Rabino Kruger, terá montado uma "linha de montagem" para conceder milhares de vistos. Contudo, o escritor americano Eugene Bagger, deixou um testemunho algo diferente. Eugene Bagger conta que esteve, em vão, todo o dia 18 esperando numa longa fila para conseguir o seu visto e que já eram 7 horas da tarde quando desistiu. Dormiu no carro e no dia seguinte voltou ao consulado onde passou a manhã esperando, novamente em vão, tendo desistido por volta das 11 horas. Dirigiu-se então ao hotel Splendid onde encontrou Sousa Mendes tomando um aperitivo com um amigo. Sousa Mendes queixou-se-lhe do excesso de trabalho e calor da véspera. Assinou-lhe o passaporte e disse-lhe que voltasse ao consulado para que lho carimbassem. Quem ajudou Eugene Bagger foi um Polaco, que tinha sido cônsul honorário e que levou Bagger ao consulado e lhe carimbou o passaporte.
O MNE só se dá conta deste problema, no dia 20 de Junho, quando é surpreendido por uma nota enviada pela Embaixada Britânica que se queixa de que o cônsul português está a protelar a passagem de vistos para fora do horário de expediente, para poder receber mais emolumentos e que, adicionalmente, em pelo menos um caso tinha exigido uma contribuição indevida para um fundo de caridade. (Não era a primeira vez que Aristides era acusado de estar a exigir, indevidamente, contribuições para fundos de caridade a troco de serviços consulares, tal já havia ocorrido em 1923 quando o cônsul se encontrava em São Francisco).
O MNE ordena então à embaixada em Paris que resolva o problema em Bordéus. Nesse mesmo dia Aristides parte para o consulado de Baiona onde continua a sua actividade de 20 a 23 de junho, no escritório de um vice-cônsul estupefacto.
Em 22 de junho de 1940 a França e a Alemanha assinaram um armistício. Terminam as hostilidades e o Reino Unido é a única potência em guerra com a Alemanha. Os refugiados começam então a poder regressar a suas casas. Contagens oficiais apontam para mais de 6 milhões de refugiados, dos quais 2 milhões são parisienses e 1 milhão e 800 mil são belgas.
O escritor Eugene Bagger relata nas suas memórias que no dia 21 de junho viu Sousa Mendes a sair apressadamente do Consulado de Portugal em Bayone gritando, com a cabeça entre as mãos, “Vão-se embora! Não há mais vistos!” e que saltou para dentro de um carro tendo sido perseguido por uma multidão que o amaldiçoava. Apesar do armistício, Aristides continua a emitir vistos, em desespero começa a emitir vistos em papéis improvisados, mas estes vistos improvisados não serão aceites na fronteira Espanhola. O Embaixador de Portugal em Madrid, Pedro Teotónio Pereira recebe protestos das autoridades Espanholas e desloca-se à fronteira de Irun onde, segundo as suas palavras, encontra Aristides com um aspecto de grande desalinho, um homem perturbado e fora do seu estado normal". E acrescenta não ter o cônsul "a mais ligeira noção dos actos cometidos”. Os actos de Sousa Mendes não podiam ter vindo em altura menos apropriada para a política de neutralidade seguida por Salazar e Teotónio Pereira. Os tanques alemães estavam a chegar aos Pirenéus e existia um risco real que a Espanha ou a Alemanha invadissem Portugal.
Apesar de terem sido enviados funcionários para impedir Sousa Mendes de continuar a atribuição indiscriminada de vistos, este lidera, com a sua viatura, uma coluna de veículos de refugiados e guia-os em direcção à fronteira, onde, do lado espanhol, não existem telefones. Por isso mesmo, os guardas fronteiriços não tinham sido ainda avisados da decisão de Madrid de fechar as fronteiras com a França. Sousa Mendes impressiona os guardas aduaneiros, que acabariam por deixar passar todos os refugiados, que, com os seus vistos, puderam continuar viagem até Portugal.
Antes, durante e depois do episódio de Aristides em Bordéus, os consulados portugueses continuaram sempre a conceder vistos a todos aqueles que queriam utilizar Portugal como ponto de passagem, sobretudo para as Américas.
Passados dois dias de Sousa Mendes ter sido exonerado os escritórios da HICEM foram transferidos para Lisboa. Passados mais alguns dias a Madeira aceitou acolher cerca de 2500 refugiados gibraltinos, na sua maioria mulheres e crianças que chegaram ao Funchal entre 21 de julho e 13 de agosto de 1940. Foram acomodados em hotéis, pensões e casas particulares e aí permaneceram até ao fim da Guerra.
As pessoas com vistos emitidos por Sousa Mendes foram autorizadas a entrar em Portugal, foram acolhidas, alimentadas e apoiadas. Um simples carimbo no passaporte não teria bastado para salvar um refugiado.
Numa entrevista recente, Rui Afonso, biógrafo e admirador de Aristides, conta-nos que depois de muitos anos de investigação tem chegado à conclusão que a maioria dos refugiados ajudados por Aristides eram pessoas com meios. Claro que pessoas como o rabino polaco Chaim Kruger, homem relativamente pobre, eram pessoas de meios muito mais modestos do que os milionários e aristocratas que também receberam vistos. Havia homens de negócio, industriais, muita gente que trabalhava na indústria dos diamantes na Antuérpia, atores de cinema, pianistas, pintores, intelectuais, banqueiros etc. Para ter passaporte e para viajar era preciso, na altura, ter meios financeiros.

### Processo disciplinar
A 4 de Julho de 1940, após retornar à casa da família em Cabanas do Viriato, Salazar ordenou uma investigação sobre as acções de Aristides de Sousa Mendes em Bordéus, dando início a um processo disciplinar formal contra o cônsul. Dois funcionários foram encarregados dessa investigação, Francisco de Paula Brito Júnior e o Conde de Tovar, ambos diplomatas de reputação pró-Eixo.
A 1 de Agosto do mesmo ano, o Ministério dos Negócios Estrangeiros emitiu uma "nota de culpa" sobre Sousa Mendes, enumerando um total de quinze acusações. Agrupadas em quatro rubricas: 1 — desobediência, 2 — falsificação de documentos, 3 — Abandono do lugar e 4 — Concussão. Um relato jornalístico da época indicia que outros motivos para além das infracções ministeriais poderão ter estado na origem do processo contra Sousa Mendes, referindo a situação "humilhante" que criou para Portugal face à ocupação germânica e ao governo espanhol, implicando que a neutralidade portuguesa poderá ter sido comprometida pelas acções de Sousa Mendes em junho desse ano. O mesmo relato refere os receios de uma invasão alemã ou espanhola a Portugal nesse Verão, receando-se que as acções do cônsul tivessem originado um desastre. As acusações realçavam a atribuição de vistos a judeus de nacionalidade russa, proibida pelas regras do ministério, entre outras infracções gerais das regras, listando ainda algumas acusações pontuais sobre visas e passaportes reportadas a novembro de 1939.
A 11 de Agosto, Aristides de Sousa Mendes enviou uma carta de defesa, admitindo ter assinado os visas e passaportes em questão, mas defendendo as suas acções com base numa combinação de circunstâncias extenuantes, e necessidade humanitária. Significativamente, esta carta de defesa não incluía o argumento alegadamente usado por Sousa Mendes em Bordéus, que a Constituição Portuguesa proibia a religião ou opções políticas de um indivíduo de serem usadas para lhe negar refúgio em Portugal.
O caso continuou sob a forma de conselho disciplinar até o final de outubro, liderado por Paula Brito e o Conde de Tovar, sendo julgada a validade das quinze acusações e ponderada a sentença. O Conde de Tovar, no seu parecer, reconhece a atenuante devida à "atmosfera de pânico e os actos praticados pelo arguido no final do mês de junho e porventura para os praticados no final do mês de maio, mas infelizmente os actos praticados neste período não são mais do que a repetição ou um prolongamento de um procedimento que já vinha de longe e para o qual não se pode invocar a mesma atenuante. Muito antes de 15 de maio já tinha havido infração e reincidência.". A acusação chama ainda a atenção que este é o quarto processo disciplinar movido contra o arguido ao longo da sua carreira bem como refere ainda uma lista bastante longa de repreensões e censuras, sendo que o primeiro processo data de 1917. Cada avaliador usou diferentes critérios na apreciação do caso, consoante a sua própria interpretação da Lei de Serviço Civil de 1913, cada um recomendando um castigo diferente. Paula Brito defendeu a sua suspensão do serviço activo com perda de salário durante um período de 30 a 180 dias somente, enquanto o Conde de Tovar defendeu uma punição com "retorno ao escalão imediatamente inferior" no serviço consular. Paula Brito submeteu-se ao julgamento final do Salazar sobre o caso, admitindo uma punição mais severa caso o Ministro a julgasse melhor servir os interesses da Justiça.
Salazar não considerou a lei de 1913, preferindo guiar-se por outra de 1928, criada já durante a Ditadura. A sentença sobre o caso foi proferida a 30 de outubro de 1940, prefaciando-a Salazar com a consideração de estar a condenar várias infracções cometidas pelo cônsul, no seguimento de um aviso, afirmando que tanto o relatório ministerial como o conselho disciplinar reconheciam a incapacidade profissional de Sousa Mendes para estar à frente de consulados, em particular num escalão tão alto. O Cônsul foi sentenciado a um ano de inactividade, com direito a metade do salário do seu escalão, Cônsul de Primeira Classe, obrigando-se este à aposentação findo este prazo. À parte um decreto datado de março de 1942, mencionando o seu estado de inactivo no serviço, "aguardando a aposentação", esta foi a última menção oficial da parte do governo sobre este caso. Aparentemente, a lei que promulgaria a sua aposentação nunca foi publicada.

### Desenvolvimentos posteriores
Após a sentença de outubro de 1940, Sousa Mendes fez repetidos apelos ao ministério para voltar ao serviço activo, tendo Salazar recusado sequer recebê-lo pessoalmente. O cônsul contratou então um jovem e brilhante advogado, Adelino da Palma Carlos, líder militante da Juventude Republicana e notável académico, conhecido por aceitar defender casos impopulares. Num memorando judicial, intitulado "Alegações do Apelante" e datado de 4 de Abril de 1941, Palma Carlos indicou existirem falhas e inconsistências notórias no caso do Ministério. Apontou as duas sentenças diferentes recomendadas pelos dois membros do conselho disciplinar, assim como o facto de Salazar ter usado uma lei diferente da destes como base para a sua sentença. Palma Carlos concedeu ter havido responsabilidade por parte do seu cliente na assinatura dos controversos visas e passaportes, mas argumentou igualmente as circunstâncias extenuantes e razões humanitárias. O seu principal argumento, no entanto, foi as testemunhas que depuseram tanto a favor como contra Aristides de Sousa Mendes terem concordado que o réu não poderia ser legalmente responsabilizado pela sua conduta, devido ao estado de choque em que se encontrava o seu raciocínio, sujeito a circunstâncias excepcionais. Na sua defesa, Palma Carlos citou o manual de lei de serviço civil dum membro da classe governante, o professor Marcello Caetano, Professor de Direito na Universidade de Lisboa. Esta obra de referência apontava que, para que o réu fosse indiciado pelos seus actos, os elementos de responsabilidade legal, material e moral teriam de ser provados. No caso de Sousa Mendes, a responsabilidade moral pelos seus actos em França nunca ficou provada, devido ao seu estado mental alterado durante esses acontecimentos. Avaliada conjuntamente com a declaração de Salazar, a defesa do advogado pode ser interpretada como uma espécie de alegação de insanidade, com um enquadramento lógico e consequente face à sentença proferida por Salazar.
Esta inteligente apelação judicial foi submetida ao juiz conselheiro do Supremo Tribunal de Justiça, sendo requerido não a atribuição de uma penalização diferente, mas a anulação do decreto do Ministério dos Negócios Estrangeiros. O documento nunca obteve qualquer resposta ou reacção por parte do tribunal.
Como último recurso, a 2 de abril de 1941 Aristides de Sousa Mendes enviou uma carta a Salazar, alegando estar na penúria, com o seu salário de cônsul de primeira classe reduzido a seiscentos escudos, com os quais tinha de sustentar a mulher e catorze filhos, referindo o impacto positivo que a presença dos refugiados em Portugal e a cordialidade e afeição com que foram tratados, haviam sido objecto de muitos elogios ao país, tanto interna como externamente. Apelou ainda ao espírito cristão de Salazar e aos seus trinta anos de serviço, e por fim pediu ao ditador que não lhe arruinasse a família. Nada disto foi capaz de demover Salazar, que só voltou a contactar formalmente a família dois dias após a morte de Aristides, a 3 de abril de 1954, quando enviou um lacónico cartão de visita à família com uma única palavra: "Condolências".
Embora alguns biógrafos de Sousa Mendes afirmem que o vencimento auferido por este após o seu afastamento da carreira consular seria o correspondente a um meio salário da sua categoria, a sentença final do seu processo disciplinar, apenas refere essa redução de vencimento no ano de inactividade imediato, no decurso do qual Aristides afirma em carta a Salazar estar com o seu salário reduzido a 600 escudos. Tudo indica que, após o término desse ano de inactividade, tenha continuado a receber o vencimento completo correspondente à sua categoria de Cônsul de Primeira Classe, já que por carta enviada por Sousa Mendes à Ordem dos Advogados a 25 de Abril de 1946 se verifica que nesse ano o seu salário seria de 1593$30 escudos mensais, quantia que, nas palavras de Rui Afonso, um dos seus biógrafos, não sendo uma soma principesca, ainda assim correspondia ao triplo do salário de um escriturário ou professor. Isto mesmo é igualmente confirmado pelo Embaixador Carlos Fernandes, que analisou o processo de Sousa Mendes ao tempo em que exerceu o cargo de director dos Serviços Jurídicos e de Tratados do Ministério dos Negócios Estrangeiros, em carta dirigida a Maria Barroso Soares, então presidente da Fundação Aristides de Sousa Mendes, datada de 5 de Abril de 2004 e publicada n'"O Diabo" de 3 de Abril de 2007. Carlos Fernandes afirma ainda que a situação de Sousa Mendes, aguardando aposentação sem que esta jamais tenha chegado, foi-lhe mais favorável financeiramente que se tivesse sido aposentado, acrescentando ainda que "se morreu na miséria, ou pelo menos com grandes dificuldades financeiras, isso deve-se a outros factores que não à não recepção do seu vencimento mensal em Lisboa", apontando como exemplo desses factores a sua extensa prole, legítima e ilegítima.

### Últimos anos
Mais tarde, passados alguns anos, já em 1945, Aristides decide escrever à Assembleia Nacional invocando que nos termos da constituição não poderia ter sido obrigado a discriminar judeus, transformando a sua actuação numa acção de salvamento de judeus.[carece de fontes?] No mesmo requerimento Aristides explica que "Não alegou na resposta que deu no mesmo processo disciplinar estas circunstâncias, pelo motivo de, lavrando a guerra na Europa, não querer dar publicidade e relevo a uma atitude, por parte de funcionários do Estado, que sobre ser inconstitucional poderia ser interpretada como colaboração na obra de perseguição do governo de Hitler contra os judeus, o que representaria uma quebra da neutralidade adoptada pelo governo".[carece de fontes?]
A 24 de agosto de 1948, morre a sua mulher, Angelina, vítima de trombose. A 16 de outubro de 1949, em Salamanca (Espanha), Aristides casa-se com a sua amante de longa data, Andrée Cibial-Rey, nascida em 1908, em Limoges (França). A sua filha Marie-Rose continua a viver em França, onde é criada e educada por uns tios. Em 1952, Marie-Rose é oficialmente adotada por Aristides.
Não tardou muito a que Andrée entrasse em confronto com os filhos de Aristides e o casal decide então mudar-se para a Casa do Passal, a mansão de Aristides em Cabanas do Viriato. Já instalada no Passal, Andrée cedo começa a violar a privacidade da família, a forçar fechaduras e a destruir correspondência. Para suportar uma vida de gastos, Andrée também começa a vender os móveis de Aristides.
O confronto com a família adensa-se e os filhos de Aristides deixam de o ir visitar. Separados do pai, os filhos, que tinham sido educados no estrangeiro e tinham poucas raízes em Portugal, acabam por emigrar. João Paulo emigra para a Califórnia juntando-se a outros irmãos que já lá estavam. Pedro Nuno emigra para o Congo Belga. Geraldo para Angola e Clotilde para Moçambique.
Também os seus irmãos César e João Paulo reagem com violência à vida de gastos de Andrée e à delapidação do património familiar. Mas Aristides mantém-se intransigente na defesa de Andrée.
Aristides morre só, a 3 de abril de 1954, acompanhado apenas por uma sobrinha, no hospital particular da Ordem Terceira de São Francisco da Cidade, onde estava internado há três dias, ao Chiado, na freguesia dos Mártires, em Lisboa, vítima de trombose cerebral e broncopneumonia. Com um terço de um salário penhorado, em virtude de uma ordem do tribunal, consequência de um processo por dívidas que lhe é movido pelos seus credores. O jornalista do Le Monde, biógrafo e admirador de Aristides, explica que Aristides nunca foi bom a gerir orçamentos e que a sua personalidade aristocrática considerava repugnante o mero acto de ter que controlar contas. Ao longo da sua vida, foi o seu irmão César que lhe emprestou dinheiro para suprir os descontrolos financeiros de Aristides. Também explica Fralon que a amante de Aristides era muito perdulária e que terá sido esta a causa de Aristides ter morrido com dificuldades financeiras. O povo de Cabanas de Viriato nunca gostou de Andrée e considerou-a sempre culpada das desgraças de Aristides.

## Homenagens

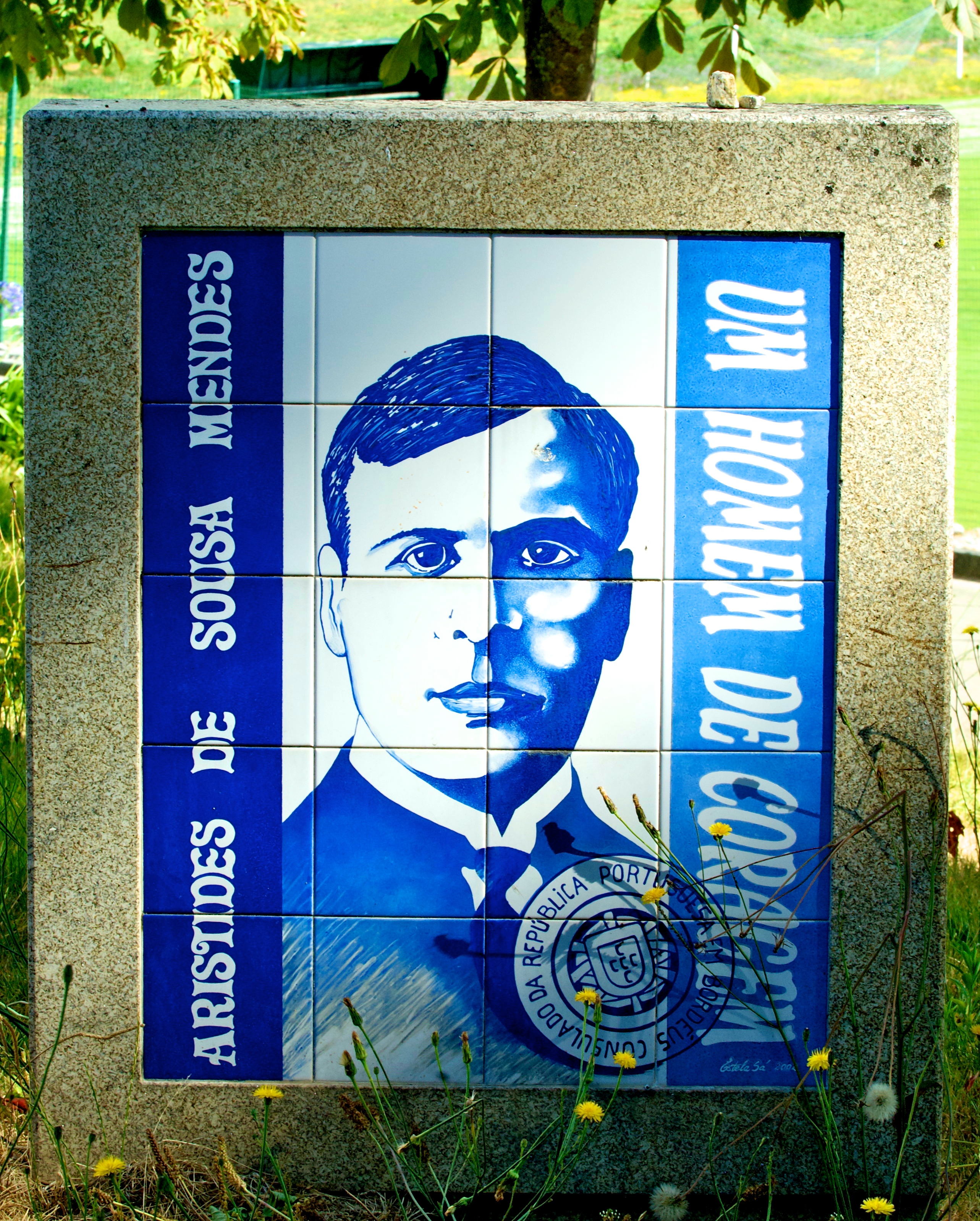
Homenagem a Aristides

Em agosto de 1940 a escritora Gisèle Quittner Allatini escreveu para Aristides de Sousa Mendes agradecendo a ajuda recebida em Bordéus:
«Faço questão de lhe escrever para lhe dizer da profunda admiração que têm por si em todos os países onde exerceu as funções de cônsul. O Senhor é para Portugal a melhor das propagandas, e uma honra para a sua Pátria. Todos aqueles que o conheceram elogiam a sua coragem, o seu grande coração. O seu espírito cavalheiresco, e acrescentam: se os Portugueses são como o Cônsul Geral Mendes, são um povo de cavalheiros e de heróis”. Os ecos deste agradecimento de Gisèle Quittner Allatini foram publicados na imprensa da época.
Em 1966 o Memorial de Yad Vashem (Memorial do Holocausto situado em Jerusalém) em Israel, presta-lhe homenagem atribuindo-lhe o título de "Justo entre as nações". Já em 1961, haviam sido plantadas vinte árvores em sua memória nos terrenos do Museu Yad Vashem.
Em 1986, a 15 de novembro, foi condecorado, a título póstumo, com o grau de Oficial da Ordem da Liberdade.
O presidente da República Portuguesa Mário Soares reabilita assim Aristides de Sousa Mendes e a sua família recebe as desculpas públicas.
Em 1987, o Governo Português decidiu indemnizar a família de Sousa Mendes pela perda de metade do vencimento durante um ano.
Em 1994 o presidente português Mário Soares inaugura um busto em homenagem a Aristides de Sousa Mendes, bem como uma placa comemorativa na Rua 14 quai Louis-XVIII, o endereço do consulado de Portugal em Bordéus em 1940.
Em 1995, a 23 de março, é agraciado, a título póstumo, com a Grã-Cruz da Ordem Militar de Cristo pelo presidente da República Portuguesa Mário Soares.
Em 1995, a Associação Sindical dos Diplomatas Portugueses (ASDP) cria um prémio anual com o seu nome.
Em 1996 o grupo de escuteiros de Esgueira (Aveiro) homenageou-o criando o CLÃ 25 ASM (Aristides de Sousa Mendes)
Em 1998 a República Portuguesa, na prossecução do processo de reabilitação oficial da memória de Aristides de Sousa Mendes, condecora-o com a Cruz de Mérito a título póstumo pelas suas acções em Bordéus.
Em 2005, na Grande Sala da UNESCO em Paris, o barítono Jorge Chaminé organiza uma Homenagem a Aristides de Sousa Mendes, realizando dois Concertos para a Paz, integrados nas comemorações dos 60 anos da UNESCO.
Em 2006 foi realizada uma acção de sensibilização: "Reconstruir a Casa do Cônsul Aristides de Sousa Mendes", na sua antiga casa em Cabanas de Viriato, Carregal do Sal e na Quinta de Crestelo, Seia — São Romão.
Em 2007 um programa televisivo da RTP1, Os Grandes Portugueses, promoveu a escolha dos dez maiores e importantes portugueses de todos os tempos. Sousa Mendes foi o terceiro mais votado. Ironicamente, o primeiro lugar foi atribuído a Salazar, e o segundo lugar a Álvaro Cunhal.
Em 2007 o barítono Jorge Chaminé realizou dois concertos homenagem a Aristides de Sousa Mendes, em Baiona e em Bordéus.
Em 2013 a cidade de Toronto, no Canadá, homenageou Sousa Mendes atribuindo o seu nome a um parque infantil recém-renovado.
Em 2014 a TAP Portugal baptizou um novo Airbus A319 em homenagem a Aristides de Sousa Mendes.

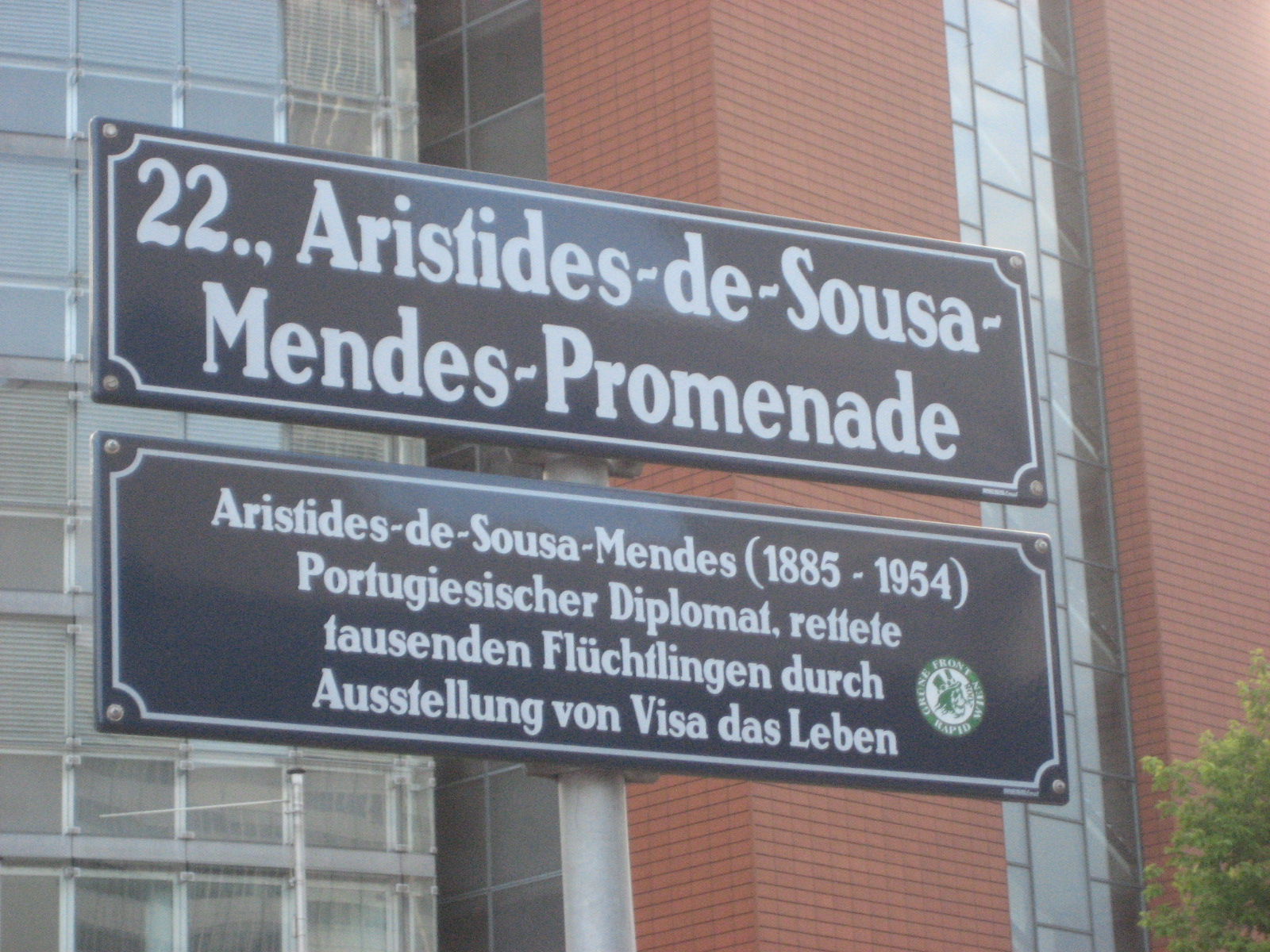

Em Viena, Áustria, no Vienna International Center, onde estão sedeados diversos organismos da ONU, como a Agência Internacional de Energia Atómica, existe um grande passeio pedonal com o nome do ex-diplomata português, denominado "Aristides-de-Sousa-Mendes-Promenade".

Aristides de Sousa Mendes não foi o único funcionário a quem o seu país não perdoou a desobediência apesar dos seus actos de justiça e humanidade na Segunda Guerra Mundial. Entre outros casos conhecidos de figuras que se destacaram pela coragem e humanismo incluem-se o cônsul japonês em Kaunas (Lituânia) Chiune Sugihara e Paul Grüninger, chefe da polícia do cantão suíço de São Galo.
Em 22 de setembro de 2016, foi elevado, a título póstumo, a Grã-Cruz da Ordem da Liberdade pelo Presidente da República, Marcelo Rebelo de Sousa.
Em 2021, passou a ter o seu nome num passeio no 17.º bairro de Paris, junto ao atual Consulado-Geral de Portugal na capital francesa.

## Controvérsia em torno do número de vistos
Não se sabe exactamente quantos vistos não autorizados terá emitido Aristides nestes dias. Segundo alguns estudos o número veio depois a ser grandemente exagerado, tendo-se publicado com muita insistência um número de 30 000 dos quais uns 10 000 seriam judeus. Quem classifica de mito o número de 30 000 é Avraham Milgram, historiador da Yad Vashem que defende que basta uma análise aos registos do consulado de Bordéus para ver que entre 1 de Janeiro de 1940 e 22 de Junho de 1940 foram emitidos 2862 vistos, a maioria dos quais autorizados pelo MNE, e que estes números podem ser cruzados com os registos da HICEM que apoiou os judeus durante a guerra a saírem de Portugal, que registam uma entrada em Portugal de apenas 1,538 Judeus na segunda metade de 1940.
Várias figuras ligadas ao regime de Salazar, têm procurado desacreditar Aristides de Sousa Mendes. José Hermano Saraiva, antigo ministro e grande admirador de António de Oliveira Salazar, numa entrevista em 2009 ao semanário Sol, disse o seguinte: "De facto, qual era a possibilidade de um cônsul, um simples cônsul, mobilizar meios para transportar 40 mil pessoas através de um país hostil? Como é que isso seria possível? Só seria possível para uma organização estatal, como é evidente. Mais: não há nenhum documento do Aristides que diga isso, não há nenhum". Também o Embaixador João Hall Themido, no seu livro de memórias, dedica um dos capítulos, porventura o mais polémico, ao que chama "A mitificação de Aristides de Sousa Mendes". O embaixador acusa o cônsul de "actuação irregular". Diz que "de forma totalmente irrealista, fala-se em 30 mil" o número de vistos "concedidos em apenas alguns poucos dias pelo cônsul e seus familiares, de forma cega, no consulado e até nos cafés da vizinhança". Themido sublinha "a necessidade de manter disciplina nos serviços que de forma directa ou indirecta pudessem, com a sua actuação, afectar o estatuto de neutralidade" do país.
Também José Seabra, que foi secretário de Sousa Mendes e participou na emissão dos vistos, disse por várias vezes que o número de vistos emitidos se cifrou na ordem das centenas. A última vez que fez esta declaração, foi ao MNE, contava já com 80 anos. Seabra também acrescentou que em sua opinião Aristides apenas se moveu por motivos humanitários e por vontade de ajudar os refugiados.
No entanto continua a haver muitos defensores da estimativa de 30 000 refugiados. Entre os que defendem este número merece destaque a Sousa Mendes Foundation, nos EUA, que tem um ambicioso projecto de identificação de todos aqueles que receberam vistos passados por Sousa Mendes.
No entanto, dizer que todos aqueles que receberam vistos foram "salvos" parece uma dedução demasiado simplista. Muitos eram banqueiros, milionários, políticos que teriam tido oportunidade de escapar de uma maneira ou de outra e, a maioria, dos oito a dez milhões que naqueles dias de pânico se pôs em fuga, acabou por regressar às suas casas e sobreviver aos horrores da guerra. Note-se que, por exemplo, no verão de 1942 ainda viviam na Holanda 4300 judeus de origem portuguesa que até aí, não obstante a brutal repressão Nazi, não tinham sentido a necessidade de abandonar as suas casas e os seus haveres.

## Outros portugueses que ajudaram refugiados
O caso de Aristides de Sousa Mendes não foi único entre diplomatas e funcionários consulares portugueses. A passagem de vistos em desobediência à Circular 14 foi generalizada e praticada por diplomatas e cônsules portugueses de todos os quadrantes políticos. Tais foram, por exemplo, os casos de Veiga Simões, embaixador em Berlim, o do cônsul honorário em Milão, Giuseppe Agenore Magno e o do cônsul em Génova, Alfredo Casanova. Outros casos dignos de menção no apoio, e ou salvamento, aos refugiados são os de Carlos Sampaio Garrido, Teixeira Branquinho, Leite Pinto e Moisés Amzalak.

## Pessoas notáveis que usufruíram de vistos passados por Aristides de Sousa Mendes
Entre aqueles que obtiveram um visto do cônsul português contam-se Otto de Habsburgo, filho de Carlos I, o último imperador da Áustria-Hungria; o príncipe Otto era detestado por Adolf Hitler, que o condenara inclusive à morte. Escapou com a sua família desde o exílio belga e dirigiu-se aos Estados Unidos onde participou numa campanha para alertar a opinião pública. Vários ministros do governo belga no exílio beneficiaram também dos vistos de Sousa Mendes, assim como o pianista Norbert Gingold; o pintor Salvador Dalí e sua mulher Gala Éluard Dalí; Charles Oulmont, escritor francês e professor na Universidade de Sorbonne; o actor americano Robert Montgomery; Sylvain Bromberger, Professor Emérito de Filosofia; Hans Augusto Rey e Margret Rey.
Note-se no entanto que muitos destes vistos foram concedidos pelo consulado de Bordéus no exercício regular das funções que lhe estavam acometidas, não tendo como tal nada de extraordinário, ou pelo menos, não havendo qualquer mérito pessoal de Sousa Mendes. Casos como o de Otto de Habsburgo, embora o visto tenha sido concedido no período frenético, certo é que o visto nunca lhe seria recusado. Já com Otto em Portugal, o governo alemão pressionou Salazar para que este fosse extraditado, mas Salazar sempre se recusou a fazê-lo.